# シュライン・オーディトリアム
シュライン・オーディトリアム（Shrine Auditorium）は、アメリカカリフォルニア州ロサンゼルスにある劇場。

## 概要
1906年にG・アルバート・ランズバーグにより設計されたが、1920年1月の火災により全焼。その後、1926年に再建された。2002年には1500万ドルの費用をかけて、最高水準の舞台・音響・照明システムの大規模なリニューアル工事を行った。
収容人数は約6300人で、過去にはプライムタイム・エミー賞やアカデミー賞、グラミー賞、アメリカン・ミュージック・アワード、NAACPイメージ・アワード、ソウル・トレイン・ミュージック・アワードの授賞式が行われていた（コダック・シアターが完成するまでアカデミー賞が、ステイプルズ・センターが完成するまでグラミー賞が、ノキア・シアターが完成するまでエミー賞、アメリカン・ミュージック・アウォーズがそれぞれ開催されていた）。また、2006年7月にはミス・ユニバースの会場にもなった。会場名の「シュライン」は米国の慈善団体で秘密結社として有名なフリーメイソンの内組織で「シュライン(英語版)」という団体が寄付金を出資している。

## シュライン・エキスポセンター
シュライン・オーディトリアムに隣接している施設で、主に国際会議や晩餐会、試写会、展示会も使用できる。